# Cantone di Tergnier
Il Cantone di Tergnier è una divisione amministrativa dell'arrondissement di Laon.
A seguito della riforma approvata con decreto del 21 febbraio 2014, che ha avuto attuazione dopo le elezioni dipartimentali del 2015, è passato da 4 a 24 comuni.

## Composizione
I 4 comuni facenti parte prima della riforma del 2014 erano:
- Beautor
- Liez
- Mennessis
- Tergnier

Dal 2015 i comuni appartenenti al cantone sono i seguenti 24:
- Achery
- Andelain
- Anguilcourt-le-Sart
- Beautor
- Bertaucourt-Epourdon
- Brie
- Charmes
- Courbes
- Danizy
- Deuillet
- La Fère
- Fourdrain
- Fressancourt
- Liez
- Mayot
- Mennessis
- Monceau-lès-Leups
- Rogécourt
- Saint-Gobain
- Saint-Nicolas-aux-Bois
- Servais
- Tergnier
- Travecy
- Versigny